# 海因茨·凱斯勒
海因茨·凯斯勒（德语：Heinz Keßler，1920年1月26日—2017年5月2日）。前德意志民主共和国政治家、高级军事将领。历任东德国家人民军总参谋长、国防部长、德国统一社会党中央委员、政治局委员以及德意志民主共和国人民议会副主席等职。

## 早年生活
海因茨·凱斯勒生於盧班（今波蘭西部的一座城鎮）的一个共產黨家庭，後來隨全家搬遷到開姆尼茨，並在那裡長大。他在6歲時加入了紅色青年先鋒隊，德國青年共產主義聯盟，並在10歲時加入了青年斯巴達克斯聯盟。後來他成為一名汽車修理工。

## 军队生涯

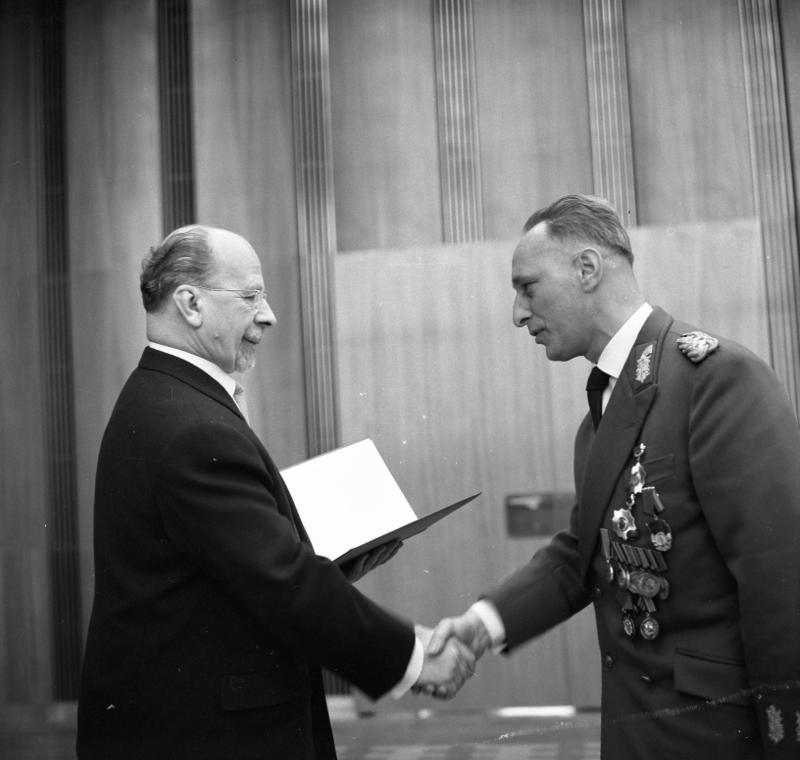
1966年瓦尔特·乌布利希授予海因茨·凯斯勒中将军衔

1940年，海因茨·凯斯勒被征入伍。1941年6月苏德战争爆发后，他随军进入苏联。在战争爆发三周之后，他主动脱离德军，投向苏联，并参加了名为“自由德国国家委员会”的反纳粹组织。他逃离后，德国军事法庭对他进行缺席审判并判处死刑。他的母亲为此被关到拉文斯布吕克集中营直到战争结束。劫后余生的母子于1945年6月重逢。据海因茨·凯斯勒事后回忆说，这是他人生中最美好的时刻。
1945年他返回德国后，随即加入了苏联占领区控制下的德国共产党，第二年德国共产党与德国社会民主党合并为德国统一社会党，海因茨·凯斯勒成为其中的成员。
1956年他被任命为国家人民军空军和防空部队力量（Luftstreitkräfte/ Luftverteidigung）的负责人，并于1957年担任国防部副部长。他于1967年成为国家人民军总参谋长。同时，他还成为华沙条约组织联合高级指挥部军事委员会的成员。
1985年12月2日，因前任防长海因茨·霍夫曼心脏病突发去世，海因茨·凯斯勒随即晋升为国防部长。

## 德国统一之后
1989年柏林墙倒塌后，凯斯勒于1990年被开除出民主社会主义党。两德统一后的1991年，据说海因茨·凯斯勒乔装成为苏联军官，试图逃离刚刚统一后的德国而遭到逮捕。后来他以煽动故意杀人罪而在德国法院受审，原因是1971年至1989年期间，追究他对那些试图逃离前东德而被射杀的死亡者们所承担的责任。1993年9月16日，凯斯勒被判犯有过失杀人罪，被判处七年半有期徒刑。判决后，他向欧洲人权法院提出上诉，理由是他的所作所为是意在维护当时的东德国家地位，而无触犯当时的东德法律。但是欧洲人权法院以前东德的国家政策侵犯了国际人权为由驳回了他的上诉。凯斯勒于1996年11月至1998年10月在哈肯费尔德监狱服刑，并提早获释。
出狱后，他一段时间与妻子在柏林利希滕贝格区过着低调生活。2009年他又重新走回政坛，并参加了在德国几乎没有影响力的小党——“德国的共产党”（与一战后的德国共产党不同）。在2011年柏林州选举中他作为“德国的共产党”候选人参选，竞选失败。
2013年，他的夫人先于他离世。他晚年是在一家天主教会的养老院度过的。凯斯勒于2017年5月2日去世，享年97岁。